# Hippomenella flava
Hippomenella flava är en mossdjursart som beskrevs av Osburn 1952. Hippomenella flava ingår i släktet Hippomenella och familjen Escharinidae. Inga underarter finns listade i Catalogue of Life.